# Bådebygger
En bådebygger er en træsmed der bygger både og træskibe.

## Ekstern Henvisning
- http://www.kystbaade.dk/ Arkiveret 4. april 2005 hos  Wayback Machine
- http://www.baskholm.dk/haandbog/haandbog.html Arkiveret 16. september 2008 hos  Wayback Machine